# Paramurexia rothschildi
Paramurexia rothschildi é uma espécie de marsupial da família Dasyuridae. É a única espécie descrita para o gênero Paramurexia. Endêmica de Papua-Nova Guiné.
- Nome Científico: Paramurexia rothschildi (Tate, 1938)

- Sinônimo do nome científico da espécie: Murexia rothschildi, Phascogale rothschildi;

## Características
A parte superior do corpo é cinza e marrom, com uma listra preta larga no dorso. Os machos medem 33 cm e as fêmeas 29 cm;

## Hábitos alimentares
Tem uma dieta variada, e pode alimentar-se de insetos, aranhas, mas tambem de pequenas aves e pequenos mamíferos, anfíbios e répteis;

## Habitat
Floresta subtropical e florestas de montanhas de 600 a 1400 metros de altitude;

## Distribuição Geográfica
Nascente do Rio Aroa, Sudeste de Nova Guiné, Papua-Nova Guiné;